# Hohe Wand (gmina)
Hohe Wand – gmina w Austrii, w kraju związkowym Dolna Austria, w powiecie Wiener Neustadt-Land. Według Austriackiego Urzędu Statystycznego liczyła 1 410 mieszkańców (1 stycznia 2014).